# Astrid Kumbernuss
Astrid Kumbernuss (Grevesmühlen, 5 februari 1970) is een voormalige Duitse kogelstootster, die in deze discipline niet alleen vele nationale titels verzamelde, maar ook driemaal wereldkampioene en eenmaal olympisch kampioene werd. Zij nam in totaal deel aan drie Olympische Spelen en veroverde bij die gelegenheden, naast één keer goud, ook nog één keer een bronzen medaille.

## Biografie

### Eerste successen
Overigens behaalde Kumbernuss als junior haar eerste successen bij het discuswerpen. In 1988 veroverde zij haar eerste eremetaal op een internationaal kampioenschap door bij de wereldkampioenschappen voor junioren in het Canadese Sudbury de discus naar de zilveren medaille te werpen achter haar landgenote Ilke Wyludda. De twee Duitse atletes waren de enigen die de discus ver voorbij de 60 meter zwiepten, Wyludda naar 68,24 m, Kumbernuss naar 64,08. Van de verzamelde concurrentie kwam de Bulgaarse Proletka Vojtsjeva met 58,94 nog het dichtst in de buurt kwam.
Een jaar later veroverde Kumbernuss met de discus zelfs goud. Op de Europese kampioenschappen voor junioren in Varaždin werd ze dubbelkampioene door er zowel bij het kogelstoten als het discuswerpen met het goud vandoor te gaan.

### Europees, wereld- en olympische kampioene
Vanaf haar seniorentijd concentreerde Astrid Kumbernuss zich echter op het kogelstoten en dat leverde haar in 1994 voor de eerste maal goud op bij de Europese indoorkampioenschappen in Parijs. Later dat jaar voegde zij daar op de Europese baankampioenschappen in Helsinki een zilveren plak aan toe, waarna de Duitse in de jaren die volgden de te kloppen atlete bleek. In 1995 veroverde zij in Göteborg haar eerste wereldtitel bij het kogelstoten door met een stoot van 21,22 de als tweede geklasseerde Chinese Huang Zhihong 1,18 meter voor te blijven. Het zou haar verste stoot ooit blijken.
Kumbernuss prolongeerde deze titel tweemaal: in 1997 en 1999. Intussen was zij ook op de Olympische Spelen van 1996 in Atlanta onaantastbaar. Als enige van alle deelneemsters overschreed zij de 20-metergrens en zegevierde met 20,56, ruim een halve meter verder dan de als tweede eindigende Chinese Sui Xinmei.

### Een van de best verdienende kogelstootsters
Ook in het Grand Prix circuit was Astrid Kumbernuss succesvol. Haar internationale titels krikten haar marktwaarde aanzienlijk op en haar startpremies lagen in die periode tussen de 7000 en 13.000 Duitse mark per wedstrijd, terwijl zij in de periode 1995-1997 aan bijna honderd wedstrijden deelnam. Twee keer, in 1997 en 1999, behoorde zij tot de winnaressen van het Grand Prix circuit, wat haar per keer 30.000 dollar opleverde. Dit, gevoegd bij een Mercedes ter waarde van 45.000 D-mark die zij als premie voor haar wereldtitel in 1995 won, maakte Kumbernuss in de tweede helft van de jaren negentig tot een van de bestverdienende atletes van de mondiale kogelstoot-elite.

### Terugval
Op de Olympische Spelen van 2000 in Sydney verdedigde Kumbernuss haar olympische titel. Hoewel zij nog wel het erepodium wist te bereiken, moest zij echter de hoogste eer laten aan de Wit-Russische Janina Koroltsjik, die met exact dezelfde afstand als waarmee de Duitse vier jaar eerder had gewonnen (20,56), de gouden medaille binnenhaalde. Kumbernuss kwam ditmaal niet voorbij de 20 meter en moest met haar 19,62 ook de Russische Larisa Pelesjenko (tweede met 19,92) nog voor laten.
In de daaropvolgende jaren wist de Duitse niet meer de vorm te bereiken die zij in de jaren negentig had gehad en hoewel zij nog lang bij de top bleef horen, kwam zij niet meer tot aansprekende prestaties. Nog eenmaal, bij de WK indoor van 2003 in Birmingham, bereikte ze het erepodium door brons te veroveren, maar in 2004 wist zij op de Olympische Spelen in Athene bij het kogelstoten zelfs niet meer tot de finale door te stoten.
Een jaar later, op 3 september 2005, beëindigde Astrid Kumbernuss haar atletiekcarrière.

### Privé
In haar actieve periode kwam Kumbernuss uit voor SC Neubrandenburg. Zij heeft een zoon en woont in Neustrelitz. Sinds de beëindiging van haar atletiekloopbaan is zij werkzaam voor Barmer GEK, de grootste ziektekostenverzekeraar van Duitsland.

## Titels
- Olympisch kampioene kogelstoten – 1996
- Wereldkampioene kogelstoten – 1995, 1997, 1999
- Europees indoorkampioene kogelstoten – 1994, 1996
- Duits kampioene kogelstoten – 1995, 1996, 1997, 1999, 2002, 2003, 2004
- Duits indoorkampioene kogelstoten – 1992, 1994, 1996, 2002, 2003, 2005
- Europees jeugdkampioene kogelstoten – 1989
- Europees jeugdkampioene discuswerpen – 1989

## Persoonlijk record
| Onderdeel   | Prestatie | Datum           | Plaats   |
| ----------- | --------- | --------------- | -------- |
| kogelstoten | 21,22 m   | 5 augustus 1995 | Göteborg |

## Palmares

### kogelstoten
Kampioenschappen
- 1989:  EJK te Varazdin – 19,53 m
- 1992:  EK indoor te Genua – 19,37 m
- 1993: 6e WK te Stuttgart – 19,42 m
- 1994:  EK indoor – 19,44 m
- 1994:  APM Games – 19,56 m
- 1994:  EK – 19,49 m
- 1995:  APM Games – 20,48 m
- 1995:  WK – 21,22 m
- 1996:  EK indoor te Stockholm – 19,79 m
- 1996:  APM Games – 20,50 m
- 1996:  OS – 20,56 m
- 1997:  WK indoor te Parijs – 19,92 m
- 1997:  APM Games – 20,86 m
- 1997:  WK – 20,71 m
- 1999:  APM Games – 18,45 m
- 1999:  WK – 19,85 m
- 2000:  EK indoor te Gent – 19,12 m
- 2000:  OS – 19,62 m
- 2001: 4e FBK- Games – 19,18 m
- 2001: 6e WK – 19,25 m
- 2002: 4e EK te München – 19,22 m
- 2003:  WK indoor – 19,86
- 2004: 9e in kwal. OS – 17,89 m

Golden League-podiumplekken
- 1999:  ISTAF – 19,53 m
- 2002:  Golden Gala – 19,43 m

### discuswerpen
- 1988:  WJK – 64,08 m
- 1989:  EJK – 63,70 m

## Onderscheidingen
- Duits sportvrouw van het jaar - 1997
- Europees atlete van het jaar - 1997

1948: Micheline Ostermeyer ·
1952: Galina Zybina ·
1956: Tamara Tysjkevitsj ·
1960: Tamara Press ·
1964: Tamara Press ·
1968: Margitta Gummel ·
1972: Nadezjda Tsjizjova ·
1976: Ivanka Hristova ·
1980: Ilona Slupianek ·
1984: Claudia Losch ·
1988: Natalja Lisovskaja ·
1992: Svetlana Kriveljova ·
1996: Astrid Kumbernuss ·
2000: Janina Koroltsjik ·
2004: Yumileidi Cumbá ·
2008: Valerie Vili ·
2012: Valerie Adams ·
2016: Michelle Carter ·
2020: Gong Lijiao ·
2024: Yemisi Ogunleye
1983 Helena Fibingerová ·
1987 Natalja Lisovskaja ·
1991 Huang Zhihong ·
1993 Huang Zhihong ·
1995 Astrid Kumbernuss ·
1997 Astrid Kumbernuss ·
1999 Astrid Kumbernuss ·
2001 Janina Koroltsjik ·
2003 Svetlana Kriveljova ·
2005 Nadzeja Astaptsjoek ·
2007 Valerie Vili ·
2009 Valerie Vili ·
2011 Valerie Adams ·
2013 Valerie Adams ·
2015 Christina Schwanitz ·
2017 Gong Lijiao ·
2019 Gong Lijiao ·
2022 Chase Ealey ·
2023 Chase Ealey
- Gemeinsame Normdatei: 1152447149
- World Athletics: 14278563
- Virtual International Authority File: 5672151898627924190003